# The Iron Man: The Musical by Pete Townshend
Albums de Pete Townshend
White City: A Novel
(1985) Psychoderelict
(1993)
The Iron Man: The Musical est le quatrième album solo de Pete Townshend, sorti en 1989. C'est un opéra-rock inspiré d'un texte de l'écrivain britannique Ted Hughes. Dans l'esprit de Pete Townshend, les intervenants sur l'album, musiciens et chanteurs, jouent des rôles différents selon l'histoire inventée par l'auteur.
Deux extraits ont été publiés pour servir de lancement à cet album: A Friend Is A Friend, suivi par I Won't Run Anymore. En France, c'est I Eat Heavy Metal chanté par John Lee Hooker qui a servi de single sur les radios. 
On y retrouve une version interprétée par The Who du hit de Arthur Brown, Fire, Pete Townshend était d'ailleurs producteur associé avec Kit Lambert sur l'album de ce dernier avec son groupe The Crazy World of Arthur Brown. 
En 1993, l'album a été joué en public, notamment par les trois anciens membres des Who, Roger Daltrey, John Entwistle et Pete Townshend, lors d'un concert au Young Vic de Londres. 

## Personnages
- Hogarth: Pete Townshend
- La Vixen : Deborah Conway
- L'homme de fer : John Lee Hooker
- Le dragon de l'espace : Nina Simone
- Le père d'Hogarth : Roger Daltrey
- La corneille : Chyna
- La Jay : Nicola Emmanuel
- La grenouille : Billy Nicholls
- La chouette : Simon Townshend
- Le blaireau : Cleveland Watkiss

## Liste des chansons
Toutes les chansons sont écrites par Pete Townshend, sauf où mentionné.
1. I Won't Run Anymore – 4:51
  - Chant : Pete Townshend et Deborah Conway
2. Over the Top – 3:31
  - Chant : John Lee Hooker
3. Man Machines – 0:42
  - Chant : Simon Townshend
4. Dig – 4:07
  - Joué par les Who
5. A Friend is a Friend – 4:44
  - Chant : Pete Townshend
6. I Eat Heavy Metal – 4:01
  - Chant : John Lee Hooker
7. All Shall Be Well – 4:02
  - Chant : Pete Townshend avec Deborah Conway et Chyna
8. Was There Life – 4:19
  - Chant : Pete Townshend
9. Fast Food – 4:26
  - Chant : Nina Simone
10. A Fool Says – 2:5
  - Chant : Pete Townshend
11. Fire (Arthur Brown, Vincent Crane, Mike Finesilver, Peter Ker) – 3:47
  - Joué par les Who
12. New Life/Reprise – 6:00
  - Chant : Chyna avec Pete Townshend et Nicola Emmanuel

### Pistes bonus de l'édition américaineHip-O Recordsde 2006
1. Dig (version) – 4:09
  - Chant : Simon Townshend
2. Man Machines (long version) – 4:34
3. I Eat Heavy Metal (demo) – 4:04

### Pistes bonus de l'édition japonaise de 2006
1. A Friend is a Friend (live à Fillmore West, 1996)
2. All Shall Be Well (live à Fillmore West, 1996)